# Павел Фабий Максим
Павел Фабий Максим (на латински: Paullus Fabius Maximus) e политик на ранната Римска империя през края на 1 век пр.н.е.

## Биография
Павел е син на Квинт Фабий Максим (суфектконсул 45 пр.н.е.), който умира неочаквано в последния ден на консулската си служба. Неговият по-малък брат Африкан Фабий Максим e консул през 10 пр.н.е., а сестра му е Фабия Павлина.
Павел е приятел на Август и е женен от 10 пр.н.е. за неговата първа братовчедка Марция, дъщеря на Луций Марций Филип (суфектконсул 38 пр.н.е.) и лелята на Август. По-късно Павел изпада в немилост при Август чрез индискретност и вероятно се самоубива.
През 27 пр.н.е. Павел е квестор. Около 15 пр.н.е. е управител на Кипър, където жена му умира и е погребана там.
През 11 пр.н.е. Павел е консул заедно с Квинт Елий Туберон. Заедно с колегата си той репарира по нареждане на император Август акведуктите на Рим Аква Апия, Анио Ветус, Аква Марция, Аква Тепула и Аква Юлия.
През 10/9 пр.н.е. Павел e проконсул на провинция Азия и 3/2 пр.н.е. легат на провинция Тараконска Испания. Павел е също понтифекс и арвалски брат.

## Деца
- Павел Фабий Персик (консул през 34 г.).